# Нестеренко Андрій В'ячеславович
Андрі́й В'ячесла́вович Нестере́нко (25 жовтня 1993, Фастів, Київська область, Україна — 16 жовтня 2016, Новозванівка, Луганська область, Україна) — старший солдат Збройних сил України, учасник війни на сході України.

## Життєпис
Кулеметник (11-й окремий мотопіхотний батальйон «Київська Русь», 59-та окрема мотопіхотна бригада), позивний «Нестер».
Помер у шпиталі від поранень, яких зазнав внаслідок підриву на міні військового автомобіля.
По смерті залишились мама, бабуся.
Похований у м. Фастів, Київська область.

## Нагороди та вшанування
- Указом Президента України № 23/2017 від 3 лютого 2017 року «за особисту мужність, виявлену у захисті державного суверенітету та територіальної цілісності України, самовіддане виконання військового обов’язку» нагороджений орденом «За мужність» III ступеня (посмертно)[2].
- У жовтні 2021 року вулиця Терешкової у місті Фастів отримала ім'я Андрія Нестеренка.